# Талиця (притока Святиці, Фальонський район)
Та́лиця (рос. Талица) — річка в Росії, протікає територією Кіровської області (Фальонський район), ліва притока Святиці.
Річка починається за 2 км на південний захід від колишнього села Кормишенки. Протікає на північний схід, а гирло спрямоване на північ. Впадає до Святиці біля села Набережний. Верхня течія пересихає. Долина неширока, невеликі ділянки берега заліснені. Приймає декілька дрібних приток. Створено ставки.
Над річкою розташоване село Фальонського району Талиця, де збудовано автомобільний міст. Ще один міст збудовано в нижній течії, на дорозі до села Вогульці.